# Он (фильм, 1953)
«Он» (исп. Él) — чёрно-белая мексиканская драма, снятая режиссёром Луисом Бунюэлем по одноимённому роману испанской писательницы Мерседес Пинто. Премьера фильма состоялась 9 июля 1953 года в конкурсе Каннского кинофестиваля. Своей фетишистской тематикой и запутанной структурой с развёрнутыми флешбэками «Он» предвещает последующий фильм Бунюэля — «Попытка преступления» (1955).

## Сюжет
Франсиско, немолодой богатый холостяк, никогда не имевший связи с женщиной, придерживается строгих принципов и регулярно ходит в церковь. Именно там его внимание привлекают красивые ножки и невинно-покорное выражение лица Глории. Франсиско ставит целью сделать её своей женой и после настойчивых ухаживаний добивается этого. Он предан жене, но сам одержим чувством ревности, которое доводит его до помешательства. Жизнь Глории превращается в ад, а её знакомые не хотят в это верить и помочь вырваться из сетей мужа-тирана.  Однажды ночью Франциско берёт флакончик с эфиром, иголку и нитки и отправляется к постели спящей жены, чтобы навсегда зашить её влагалище и тем самым положить конец своим тревогам.

## В ролях
- Артуро де Кордова — Франсиско
- Делия Гарсес — Глория
- Аврора Уокер — донна Эсперанса
- Карлос Мартинес Баэна — Веласко, священник
- Рафаэль Банкельс — Рикардо
- Фернандо Касанова — Белтран
- Луис Беристайн — Рауль Конде
- Мануэль Донде — Пабло
- Роберто Мейер
- Хосе Пидаль

### В титрах не указаны
- Леон Барросо — слуга
- Антонио Браво — гость
- Чель Лопес — эпизод
- Хосе Муньос — эпизод
- Мануэль Касануэва — эпизод
- Альваро Матуте — эпизод

## Съёмочная группа
- Режиссёр-постановщик: Луис Бунюэль
- Сценаристы: Луис Бунюэль, Луис Алькориса
- Оператор: Габриэль Фигероа
- Продюсер: Оскар Дансихерс
- Художник-постановщик: Эдвард Фицджеральд
- Композитор: Луис Эрнандес Бретон (использована также музыка Иоганна Себастьяна Баха)
- Звукорежиссёр: Хесус Гонсалес Ганси
- Монтажёр: Карлос Савахе
- Художник по костюмам: Анри де Шатийон
- Гримёр: Армандо Мейер

## Анализ
Бунюэль говорил, что герой фильма его интересует «не более, чем какой-нибудь жук или малярийный комар». Как свидетельствует название фильма, Франсиско — лишь частное проявление патриархального порядка, который формирует его и оправдывает его ненормальность. Рупорами этого миропорядка в фильме выступают священник и мать Глории. Парадокс в том, что вуайер, садомазохист и фетишист в одном лице ведёт вполне респектабельный образ жизни и более уважаем обществом, чем его невинно-добродетельная супруга. Однако его «Я» не выдерживает конфликта между разнонаправленными силами супер-Эго (католическая мораль) и Оно (извращённые сексуальные фантазии). По словам режиссёра, Франсиско «всё больше и больше воспринимает окружающий мир сквозь призму своей одержимости, пока наконец вся его жизнь не начинает вращаться вокруг неё. К примеру, стоит женщине сыграть что-то на пианино, как ему приходит в голову, что это сигнал любовнику, ожидающему её во дворе». На протяжении первой части фильма режиссёр исподволь подготавливает зрителя к погружению вместе с главным героем в пучину безумия. Зритель должен идентифицироваться с ним, чтобы воспринимать безумные выходки Франсиско как нечто само собой разумеющееся.

## Значение
В фильме «Он» Луис Бунюэль одним из первых в истории кино представил клиническую картину зарождения и развития паранойи, в данном случае — на почве ревности. Зритель ставится на место главного героя и вместе с ним воспринимает мир в искажённом виде — начиная с фетишистской фиксации внимания на женских ногах (включая ритуал омовения ног в церкви) и заканчивая иллюзией тотального заговора окружающих. Жак Лакан считал описание симптомов паранойи в фильме настолько точным, что демонстрировал его студентам на курсах психиатрии.
Премьера фильма в Каннах вызвала оторопь. На премьере случайно оказались ветераны войны, пришедшие на какой-то патриотический фильм, и они подняли в зале улюлюканье. В киноведческой литературе отмечается, что «Он» предвещает «Головокружение» А. Хичкока (1958) как тематикой (мужчина тщетно преследует женщину своей мечты и пытается подчинить её своей воле), так и отдельными элементами фабулы (сцена на колокольне). Считается, что картина оказала влияние на становление художественного метода Романа Поланского и Карлоса Сауры.

## Номинации
Номинация на Гран-при Каннского кинофестиваля 1953 года — Луис Бунюэль.

### Рецензии
- Review by Fernando F. Croce Архивная копия от 3 декабря 2017 на Wayback Machine
- Review by Jonathan Rosenbaum Архивная копия от 20 июля 2017 на Wayback Machine
- Review by ED GONZALEZ Архивная копия от 3 декабря 2017 на Wayback Machine
- Review by Andrew Sarris Архивная копия от 19 февраля 2018 на Wayback Machine
- Review by Raymond Durgnat Архивная копия от 19 февраля 2018 на Wayback Machine
- Review of the film and DVD by Gary W. Tooze Архивная копия от 23 августа 2017 на Wayback Machine
- Tourments (1953) de Luis Buñuel Архивная копия от 20 июля 2017 на Wayback Machine
- Review by Claudia Siefen Архивная копия от 19 февраля 2018 на Wayback Machine
- Review by Samuele Lanzarotti Архивная копия от 12 ноября 2013 на Wayback Machine